# راد تمپرتون
رادنی لین تمپرتون (به انگلیسی: Rodney Lynn Temperton) (زادهٔ ۱۵ اکتبر ۱۹۴۹ – درگذشته ۲۵ سپتامبر ۲۰۱۶)؛ ترانه‌سرا، تهیه‌کننده موسیقی و موسیقی‌دان اهل انگلستان است. بیشتر معروفیت وی بخاطر نوشتن چندین ترانه از جمله ترانهٔ «تریلر» برای مایکل جکسون می‌باشد.